# Milow (Alemanha)
Milow é um município da Alemanha, situado no distrito de Ludwigslust-Parchim, no estado de Mecklemburgo-Pomerânia Ocidental. Tem 33,43 km² de área, e sua população em 2019 foi estimada em 366 habitantes.